# Liste der Monuments historiques in Augan
Die Liste der Monuments historiques in Augan führt die Monuments historiques in der französischen Gemeinde Augan auf.

## Liste der Bauwerke
| Bezeichnung               | Beschreibung              | Standort                     | Kennzeichnung | Schutzstatus | Datum | Bild           |
| ------------------------- | ------------------------- | ---------------------------- | ------------- | ------------ | ----- | -------------- |
| Schloss La Grée de Callac | Erbaut 1891               | (Lage)                       | PA00091811    | Inscrit      | 1990  | weitere Bilder |
| Friedhofskreuz            | Erbaut im 16. Jahrhundert | Rue de la Croix Rouge (Lage) | PA00090990    | Inscrit      | 1927  | weitere Bilder |

## Liste der Objekte
- Monuments historiques (Objekte) in Augan in der Base Palissy des französischen Kultusministeriums